# UPIXO in Action: Mission in Snowdriftland
UPIXO In Action: Mission in Snowdriftland (ou simplement Mission in Snowdriftland) est un jeu de plates-formes basé sur Flash puis recréé sur Steam, développé par Extra Toxic et tons of bits, et édité par Nintendo of Europe (Flash) et par tons of bits (Steam).
Le jeu a été utilisé comme un calendrier de l'avent, faisant la publicité des jeux Nintendo récents ou à venir chaque jour dans de nouveaux niveaux du 1er au 24 décembre 2006. Il devait à l'origine être mis hors ligne le 14 janvier 2007, mais avait été retardé jusqu'au 16 janvier 2007. Il a été ramené en décembre 2010, sous une autre version du jeu intitulé UPIXO in Action: Mission in Snowdriftland Indie Games Edition, qui servait cette fois-ci à promouvoir des logiciels WiiWare pour la Wii, mais fut retiré en 2011. Une réédition du jeu a été réalisée sur Steam le 1er décembre 2021.

## Intrigue
El Pix, un pingouin maléfique, a volé des fichiers de jeu du monde humain et s'est enfui avec eux dans son repaire de Snowdriftland. UPIXO (United Pixelheroes Organisation) n'a aucune idée de ce qu'il faut faire, car la région est beaucoup trop froide pour que quiconque puisse survivre. Cependant, l'assistant du patron d'UPIXO, le professeur Schwabbel, repère Chubby Snow, un bonhomme de neige vivant, qui se plaint à la réception parce que tous ses rôles de jeu vidéo ont été mauvais jusqu'à présent. Le professeur lui demande par la suite de récupérer les fichiers du jeu.

## Système de jeu
Le jeu est divisé en 4 zones: des morceaux de glace flottants, une forêt, un iceberg et le repaire d'El Pix. Chaque zone comporte 6 étapes, à l'exception de la dernière zone, comportant 7 étapes (le numéro de l'étape correspond au jour de sa sortie en décembre 2006), pour un total de 25. Chaque étape contient 24 flocons de neige que vous pouvez collecter pour débloquer des récompenses pour les fichiers de produits Nintendo que vous avez réussi à récupérer pendant ce niveau. Le seul niveau du jeu ne comportant pas de flocons de neige à ramasser est le dernier niveau, où le but est de vaincre El Pix. Vous n'avez pas besoin de compléter à 100% une étape pour accéder à la suivante, mais il y a une récompense pour obtenir tous les flocons de neige à chaque étape, et la bataille finale ne peut être consultée que lorsque vous avez terminé toutes les étapes. Au début, Chubby ne peut prendre que 3 coups avant de mourir. Quelques niveaux contiennent des bonus cachés tels que des conteneurs de cœur supplémentaires, qui ajouteront une vie permanente à Chubby.
Chaque étape du jeu affiche une image d'un produit Nintendo à droite de l'écran, sans compter la dernière étape ne montrant qu'une image du repaire d'El Pix. Ces produits comprennent en ordre: Yoshi's Island DS, Metroid Prime Hunters, Super Princess Peach, 42 Jeux indémodables, Pokémon Donjon Mystère: Équipe de secours bleue, Sudoku Master, The Legend of Zelda: Twilight Princess, Console Wii, Trauma Center: Under The Knife, Animal Crossing: Wild World, Another Code: Mémoires Doubles, Programme d'entraînement cérébral du Dr Kawashima : Quel âge a votre cerveau ?, Console Nintendo DS Lite, Phoenix Wright: Ace Attorney, Wii Sports, English Training: Progressez en anglais sans stresser, New Super Mario Bros., Nintendo DS Browser, Tetris DS, Wii Play, Nintendogs: Le Dalmatien et ses amis, Cérébrale Académie, Mario Kart DS, et WarioWare: Smooth Moves.

## Voir plus
- Chick Chick Boom